# قلعه برج قلیچ
بقایای قلعه برج قلیچ مربوط به دوره هخامنشی - دوره اشکانیان است و در شهرستان اسفراین، بخش مرکزی، دهستان میلانو، ۲ کیلومتری شرق روستای برستو واقع شده و این اثر در تاریخ ۲۶ دی ۱۳۸۶ با شمارهٔ ثبت ۲۰۵۹۹ به‌عنوان یکی از آثار ملی ایران به ثبت رسیده است.